# オーエンスタンレー山脈
オーエンスタンレー山脈(Owen Stanley Range)は、パプアニューギニア南東部にある山脈。最高峰はヴィクトリア山の4,072m。

## 概要
ビスマーク山脈から連なる山脈であり、ニューギニア島の南東端まで続いている。北東-南西方向に伸びており、山脈の延長は約600km。19世紀にイギリス海軍のオーエン・スタンレーによって発見され、名前の由来にもなっている。また、第二次世界大戦中のポートモレスビー作戦においては、日本軍とオーストラリア軍・アメリカ軍との間で戦闘が行われたことでも知られている。
この他、ココダ・トレイルと呼ばれる山脈越えのトレッキングコースがある。これは、標高約2,000mのココダ峠を越えるものであり、全行程では5日から10日ほどの日数を要する。